# Lobophytum longispiculatum
Lobophytum longispiculatum is een zachte koraalsoort uit de familie Alcyoniidae. De koraalsoort komt uit het geslacht Lobophytum. Lobophytum longispiculatum werd in 1984 voor het eerst wetenschappelijk beschreven door Li. 